# حوزه‌های انتخابیه مجلس خبرگان رهبری

## آمار حوزه‌ها
آمار حوزه‌های انتخاباتی مجلس خبرگان رهبری تا سال ۱۳۹۴:
| استان               | کرسی | جمعیت (۱۳۹۰) |
| ------------------- | ---- | ------------ |
| آذربایجان شرقی      | ۵    | ۳٬۷۲۴٬۶۲۰    |
| آذربایجان غربی      | ۳    | ۳٬۰۸۰٬۵۷۶    |
| اردبیل              | ۲    | ۱٬۲۴۸٬۴۸۸    |
| اصفهان              | ۵    | ۴٬۸۷۹٬۳۱۲    |
| البرز               | ۲    | ۲٬۴۱۲٬۵۱۳    |
| ایلام               | ۱    | ۵۵۷٬۵۹۹      |
| بوشهر               | ۱    | ۱٬۰۳۲٬۹۴۹    |
| تهران               | ۱۶   | ۱۲٬۱۸۳٬۳۹۱   |
| چهارمحال و بختیاری  | ۱    | ۸۹۵٬۲۶۳      |
| خراسان جنوبی        | ۱    | ۶۶۲٬۵۳۴      |
| خراسان رضوی         | ۶    | ۵٬۹۹۴٬۴۰۲    |
| خراسان شمالی        | ۱    | ۸۶۷٬۷۲۷      |
| خوزستان             | ۶    | ۴٬۵۳۱٬۷۲۰    |
| زنجان               | ۱    | ۱٬۰۱۵٬۷۳۴    |
| سمنان               | ۱    | ۶۳۱٬۲۱۸      |
| سیستان و بلوچستان   | ۲    | ۲٬۵۳۴٬۳۲۷    |
| فارس                | ۵    | ۴٬۵۹۶٬۶۵۸    |
| قزوین               | ۲    | ۱٬۲۰۱٬۵۶۵    |
| قم                  | ۱    | ۱٬۱۵۱٬۶۷۲    |
| کردستان             | ۲    | ۱٬۴۹۳٬۶۴۵    |
| کرمان               | ۳    | ۲٬۹۳۸٬۹۸۸    |
| کرمانشاه            | ۲    | ۱٬۹۴۵٬۲۲۷    |
| کهگیلویه و بویراحمد | ۱    | ۶۵۸٬۶۲۹      |
| گلستان              | ۲    | ۱٬۷۷۷٬۰۱۴    |
| گیلان               | ۴    | ۲٬۴۸۰٬۸۷۴    |
| لرستان              | ۲    | ۱٬۷۵۴٬۲۴۳    |
| مازندران            | ۴    | ۳٬۰۷۳٬۹۴۳    |
| مرکزی               | ۲    | ۱٬۴۱۳٬۹۵۹    |
| هرمزگان             | ۱    | ۱٬۵۷۸٬۱۸۳    |
| همدان               | ۲    | ۱٬۷۵۸٬۲۶۸    |
| یزد                 | ۱    | ۱٬۰۷۴٬۴۲۸    |
| مجموع               | ۸۸   | ۷۵٬۱۴۹٬۶۶۹   |